# Hanns Cibulka
Hanns Cibulka (* 20. September 1920 in Jägerndorf, Tschechoslowakei, als Johannes Paul Cibulka; † 20. Juni 2004 in Gotha) war ein deutscher Schriftsteller, der in der DDR vor allem als Lyriker, Erzähler und Tagebuchautor bekannt wurde.

## Leben
Hanns Cibulka wurde als Sohn eines Appreturmeisters im mährisch-schlesischen Jägerndorf geboren und wuchs dort auf. Er erlernte zunächst den Beruf des Handelskaufmanns. Mit 19 Jahren eingezogen, musste er als Wehrmachtssoldat am Zweiten Weltkrieg von Anfang bis Ende teilnehmen, zuerst in Polen und der Ukraine, dann in Italien. Auf Sizilien kam er in britische Kriegsgefangenschaft, aus der er nach der Vertreibung der Eltern aus dem Sudetenland nicht mehr in die Heimat zurückkehren konnte.
Nach Thüringen gelangt, wechselte er 1948 in Jena zur Bibliothekslaufbahn und studierte 1949 bis 1951 an der Bibliotheksschule in Ost-Berlin. 1953 übernahm Cibulka die Leitung der Gothaer Heinrich-Heine-Bibliothek in der Orangerie Gotha, die er bis zu seiner Pensionierung 1985 innehatte.
Cibulka war, in erster Ehe, Vater eines Sohnes und einer Tochter.

## Werk und Wirkungen
Cibulkas literarisches Werk umfasst Gedichte ebenso wie eine Tagebuchprosa spezifischen Charakters. Cibulka begann mit Versen, und lange dominierte die Lyrik sein Schaffen. Nach anfänglicher Orientierung an klassischen Vorbildern – Hölderlin, Platen, Rilke, Trakl – öffnete er sich bald auch den Einflüssen der internationalen Moderne.

### Lyrik
Bis in die späten Jahre hinein wirkte das Trauma des Heimatverlustes nach, so wie die tief einschneidende Erfahrung des Krieges. Seine ersten Gedichte schrieb er als junger Wehrmachtssoldat in der Ukraine, sein Ukrainisches Largo, „ein stummes Bild des Schreckens“, wurde 1968 veröffentlicht. Zunächst wurde das Erleben der italienischen Landschaft, darauf das der deutschen wichtig: in der neuen Heimat Thüringen und an der Ostsee (Hiddensee, Rügen).

### Tagebuchprosa
Von der Auswahl Gerhard Wolfs wurden zwischen 1986 und 1989 bei Reclam Leipzig noch über 30.000 Bändchen verkauft. Insgesamt erzielte er als Prosaist die größere Breitenwirkung. Seine Tagebuch-Notate trafen seit Beginn der siebziger Jahre in der DDR auf ein zunehmend interessiertes Leserpublikum. Aktueller Anlass ist fast immer eine Reise oder ein längerer Aufenthalt in andersartiger, außeralltäglicher Umgebung. Erkennbar wird auch hier die zentrale Bedeutung des Landschaftserlebnisses.
Entsprechend lässt sich das runde Dutzend dieser Prosabücher nach Schauplätzen gruppieren: Anfang und Ende bildeten Tagebücher aus Italien: Sizilien, Umbrien, zuletzt Pisa und Venedig. Sanddornzeit eröffnete 1972 die Reihe der Ostseetagebücher. Die Dornburger Blätter – frühestes der Thüringer Tagebücher (1972) – rühmen dagegen die südliche Anmut der Gegend um die bekannten Goethe-Schlösser – der große Weimarer ist, im Nacherleben, überall gegenwärtig.
1974 hatte Cibulka für seine Liebeserklärung in K das Schloss Kochberg als Domizil erwählt. Er blättert in Briefen Goethes an Frau von Stein und belebt seine Erinnerungen an die Polin Halina aus Kremenez. Es ist eine Liebesgeschichte zwischen dem Soldaten im Zweiten Weltkrieg und einer jungen polnischen Frau, deren Spuren sich in den letzten Kriegstagen verliert. In Seedorn (1985) konfrontiert er erneut mit polnischer Geschichte, am Beispiel der Wiederbegegnung mit der ehemaligen polnischen Freundin Esther. Hier wird der mystische „Christophorus“ von Gerhart Hauptmann zum Gleichnis gegen Gefährdungen und Bedrohungen.
Swantow (1982) ist ein weiteres Ostseetagebuch, diesmal während eines Sommers auf Rügen verortet, lässt in einem scheinbar abgeschiedenen Swantow unter Gleichgestimmten offiziell Verschwiegenes zur Sprache kommen. Kaum verhohlen übt das Werk Kritik an Realitäten der DDR, vor allem an den alarmierenden Umweltzerstörungen. Man hat mit Blick auf Swantow von Cibulka als einem ersten „Grünen“ unter ostdeutschen Autoren gesprochen. Die staatliche Repression blieb nicht aus, die Resonanz unter den Lesern war trotzdem, oder eben deswegen, groß. In einem weiteren „Thüringer Tagebuch“, Wegscheide (1988), wird die Kritik wiederholt, nun jedoch ins Grundsätzliche, Universelle erhoben: Zurückgezogen, in der Stille seiner Finnhütte am Thüringer Wald, resümiert der Autor seine Situation.
Nach der Wende in der DDR stieg gelegentlich einer Reise in die alte, nun völlig veränderte Heimat die Erinnerung an die verschollene Kindheits- und Jugendwelt zum Hauptthema auf (Am Brückenwehr, 1994). Zuvor schon war das sizilianische Kriegstagebuch aus dem Jahr 1943 erstmals gedruckt erschienen – mit dem Bericht über einen aktuellen Italien-Besuch gekoppelt, wurde es 2000 erneut herausgebracht.

## Ehrungen

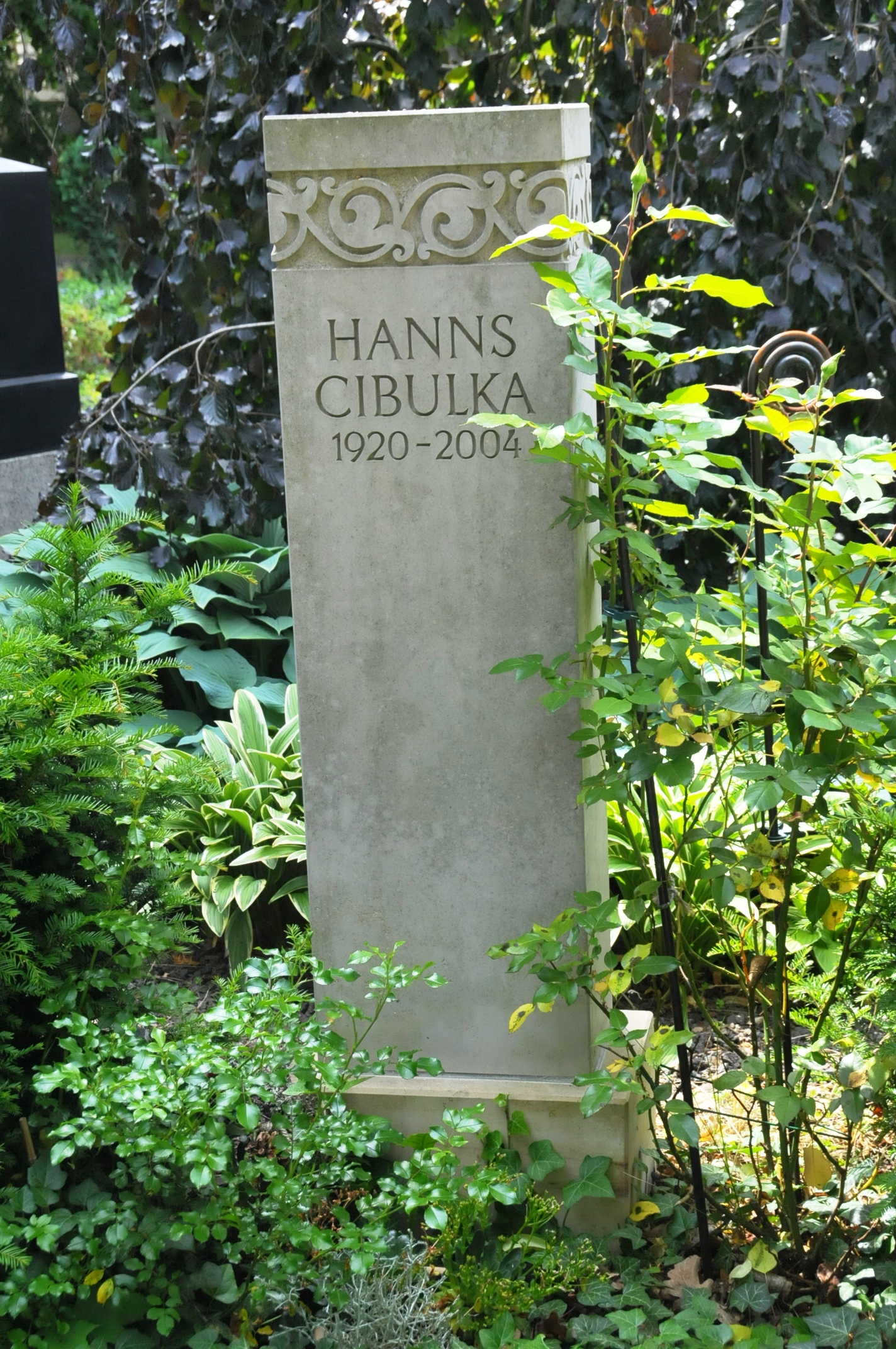
Grabstein auf dem Gothaer Hauptfriedhof

Cibulka verstarb 2004 in Gotha; seine Urne wurde nach dem Willen seiner Frau auf dem Erfurter Hauptfriedhof beigesetzt. Im Juni 2013 bewilligte der Gothaer Stadtrat dem „verdienstvollen Gothaer“ eine Ehrengrabstätte auf dem Hauptfriedhof Gotha. Im April 2014 wurde Cibulka in den dortigen Ehrenhain umgebettet. Am 25. Juni (10. Todestag war der 20. Juni 2014) wurde seine nunmehr letzte Ruhestätte mit einer öffentlichen Gedenkstunde eingeweiht. Darüber hinaus benannte die Gothaer Stadtbibliothek „Heinrich Heine“ im März 2014 den Lese- und Veranstaltungssaal im neuen Anbau am Philosophenweg in „Hanns-Cibulka-Saal“.

## Werke
- 1954: Märzlicht. Gedichte. Mitteldeutscher Verlag, Halle/Leipzig.
- 1959: Zwei Silben. Gedichte Volksverlag, Leipzig
- 1960: Sizilianisches Tagebuch. Mitteldeutscher Verlag, Halle/Leipzig.
- 1962: Arioso. Gedichte. Mitteldeutscher Verlag, Halle/Leipzig.
- 1963: Umbrische Tage. Mitteldeutscher Verlag, Halle/Leipzig.
- 1968: Windrose. Gedichte. Mitteldeutscher Verlag, Halle/Leipzig.
- 1971: Sanddornzeit. Tagebuchblätter von Hiddensee. Mitteldeutscher Verlag, Halle/Leipzig.
- 1972: Dornburger Blätter. Briefe und Aufzeichnungen. Mitteldeutscher Verlag, Halle/Leipzig.
- 1973: Lichtschwalben. Gedichte. Mitteldeutscher Verlag, Halle/Leipzig.
- 1974: Liebeserklärung in K. Tagebuchaufzeichnungen. Mitteldeutscher Verlag, Halle/Leipzig.
- 1977: Lebensbaum. Gedichte. Mitteldeutscher Verlag, Halle/Leipzig.
- 1978: Das Buch Ruth. Aus den Aufzeichnungen des Archäologen Michael S. Mitteldeutscher Verlag, Halle/Leipzig.
- 1980: Der Rebstock. Gedichte. Mitteldeutscher Verlag, Halle/Leipzig.
- 1982: Swantow. Die Aufzeichnungen des Andreas Flemming. Mitteldeutscher Verlag, Halle/Leipzig.
- 1982: Gedichte Verlag Neues Leben, Berlin(Ost) (= Poesiealbum. 181)
- 1984: Seit ein Gespräch wir sind / E noi siamo dialogo. Gedichte/Poesie. Zweisprachige Ausgabe. Forum/Quinta Generazione, Forli.
- 1985: Seedorn. Tagebucherzählung. Mitteldeutscher Verlag, Halle/Leipzig.
- 1986/1989: Losgesprochen. Gedichte aus drei Jahrzehnten. Auswahl und Nachwort Gerhard Wolf. Reclam, Leipzig (= Reclams Universal-Bibliothek. 1100), ISBN 3-379-00209-7.
- 1988: Wegscheide. Tagebucherzählung. Mitteldeutscher Verlag, Halle/Leipzig, ISBN 3-354-00301-4.
- 1989: Nachtwache. Tagebuch aus dem Kriege. Sizilien 1943. Mitteldeutscher Verlag, Halle/Leipzig, ISBN 3-354-00508-4.
- 1991: Ostseetagebücher. Reclam, Leipzig (= Reclam-Bibliothek, 1398) ISBN 3-379-00693-9.
- 1992: Dornburger Blätter. Aufbau-Taschenbuch-Verlag, Berlin ISBN 3-7466-0150-9.
- 1993: Thüringer Tagebücher. Reclam, Leipzig (= Reclam-Bibliothek. 1457) ISBN 3-379-01457-5.
- 1994: Am Brückenwehr. Zwischen Kindheit und Wende. Reclam, Leipzig, ISBN 3-379-01490-7.
- 1996: Die Heimkehr der verratenen Söhne. Tagebucherzählung. Reclam, Leipzig, ISBN 3-379-01553-9.
- 1998; ²2005: Tagebuch einer späten Liebe. Reclam, Leipzig, ISBN 3-379-01615-2.
- 2000: Sonnenflecken über Pisa. Reclam, Leipzig, ISBN 3-379-01700-0.
- 2004: Späte Jahre. Reclam, Leipzig, ISBN 3-379-20083-2.

posthum
- 2005: Jedes Wort ein Flügelschlag. Gedichte, Prosa, Notate. Hrsg. v. Günter Gerstmann. Notschriften-Verlag, Radebeul, ISBN 3-933753-78-3.
- 2005: Die blaue Farbe des Windes. Ausgewählte Lyrik und Prosa. Aquarelle und Zeichnungen von Gudrun Kraft-Methfessel. Vorwort Heinz Puknus. Glaux Verlag Christine Jäger, Jena, ISBN 3-931743-87-X.
- 2010: Labyrinth des Lebens. Ein Brevier Hrsg. und mit einem Nachwort versehen von Hans-Dieter Schütt. Eulenspiegel Verlag, Berlin, ISBN 978-3-359-02275-6.
- 2013: Hanns Cibulka. Thüringer Tagebücher. Mit Graphiken von Gunter Herrmann. Notschriften-Verlag, Radebeul, ISBN 978-3-940200-88-4.
- 2013: Hanns Cibulka. Wo deine Fragen offen sind. Gedichte. Auswahl und Nachwort Heinz Puknus. Wartburg Verlag (Edition Muschelkalk der Literarischen Gesellschaft Thüringen e. V.), Weimar, ISBN 978-3-86160-340-5.

## Auszeichnungen
- 1973: Louis-Fürnberg-Preis
- 1978: Francesco-de-Sanctis-Preis
- 1978: Johannes-R.-Becher-Medaille
- 1979: Kulturpreis der Stadt Gotha
- 1982: Diploma di merito Accademia Italia
- 1988: Ehrenprofessur der Florida State University, USA
- 1991: Sudetendeutscher Kulturpreis
- 1995: Ehrengabe zum Andreas-Gryphius-Preis
- 2000: Erwin-Strittmatter-Preis